# Ren Fujimura
Ren Fujimura (藤村 怜 Fujimura Ren?, Hokkaido, 26 de mayo de 1999) es un futbolista japonés que juega como delantero en el Thespa Gunma.

## Trayectoria
En 2017 se unió al Hokkaido Consadole Sapporo de la J1 League.

## Clubes
| Club                       | País  | Año       |
| -------------------------- | ----- | --------- |
| Hokkaido Consadole Sapporo | Japón | 2017-2022 |
| Montedio Yamagata (cedido) | Japón | 2021      |
| Iwate Grulla Morioka       | Japón | 2023      |
| Thespa Gunma               | Japón | 2024-     |